# Widzący (tytuł kościelny)

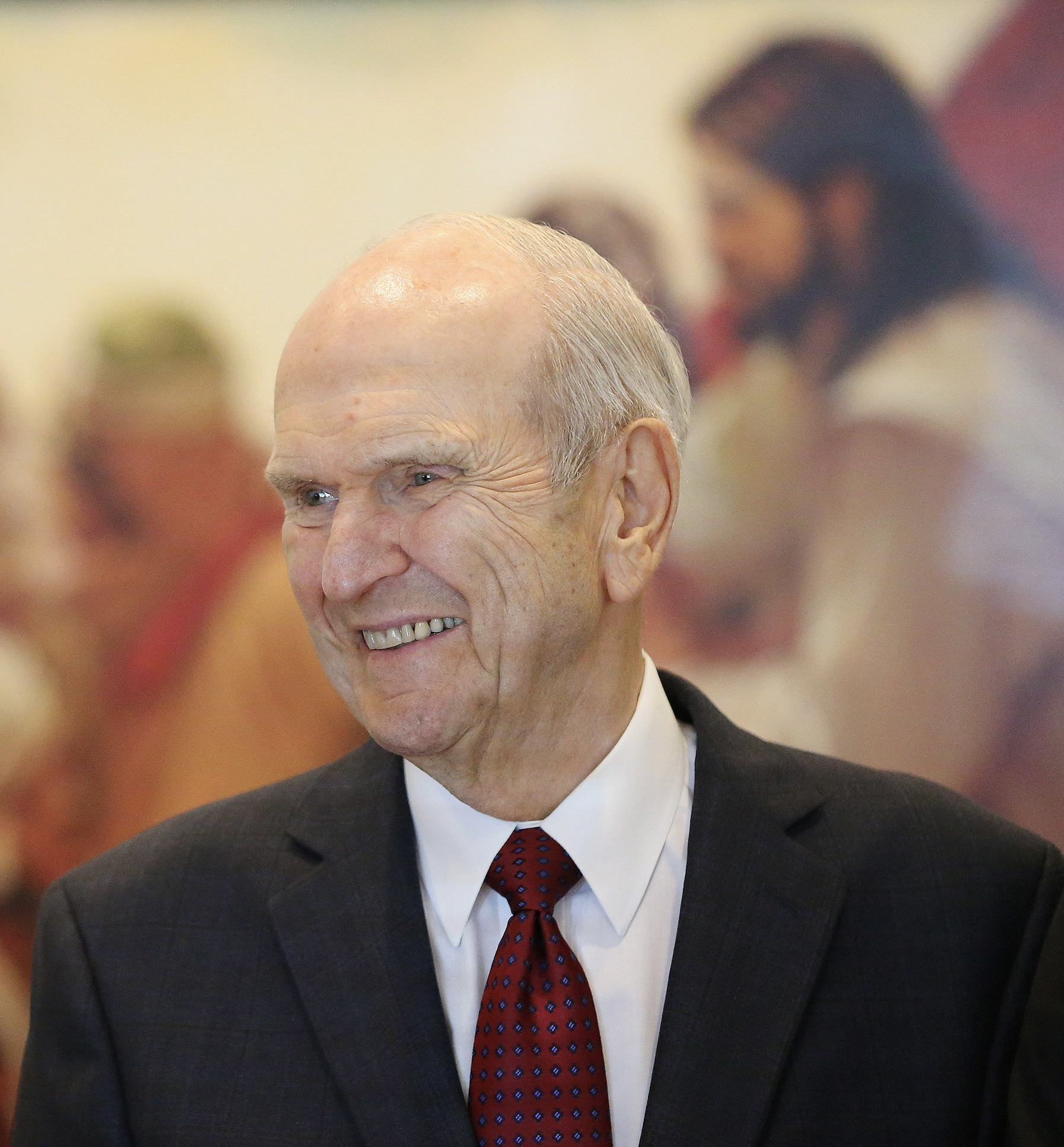
Russell M. Nelson, prezydent Kościoła Jezusa Chrystusa Świętych w Dniach Ostatnich od 2018, popierany przez wiernych między innymi jako obecny widzący

Widzący – tytuł kościelny używany w wyznaniach zaliczanych do ruchu świętych w dniach ostatnich. Osadzony w mormońskich pismach świętych, ukształtował się również pod wpływem praktyk magicznych, którymi parała się rodzina twórcy mormonizmu. Odnosi się do osoby obdarzonej przez Boga szczególnym darem duchowego widzenia. Przyznawany różnym grupom i jednostkom, najczęściej wiązany jednak z Pierwszym Prezydium oraz Kworum Dwunastu Apostołów Kościoła Jezusa Chrystusa Świętych w Dniach Ostatnich. Zapisał się w mormońskim folklorze. Jako integralna część mormońskiej historii występuje w różnych denominacjach ruchu świętych w dniach ostatnich.

## Pochodzenie i ewolucja tytułu
Wchodzi w skład szerszego, często używanego tytułu z tej samej tradycji religijnej, mianowicie tytułu proroka, widzącego i objawiciela, niemniej ma odrębne, samodzielne znaczenie, tak w mormońskiej teologii, jak i w mormońskiej historii. Odegrał szczególnie duże znaczenie w początkowej fazie rozwoju mormonizmu. Już w objawieniu odczytanym 6 kwietnia 1830, zatem w dniu formalnego utworzenia Kościoła, Joseph Smith został określony mianem widzącego. Ponadto inne wczesne objawienia publikowane przez pierwszego mormońskiego przywódcę niekiedy rozpoczynały się słowami Joseph, widzący.
Jednocześnie przez kilka dekad po śmierci Smitha w 1844 tytuł ten był niezwykle rzadko używany wobec osoby żyjącej. Pierwsza konferencja generalna po wybuchu wojny w Utah poparła Brighama Younga jako widzącego oraz proroka i objawiciela 6 października 1857. Był to jednak raczej wyjątek wymuszony przez napięcie wojenne, niźli celowe odejście od utartej praktyki. Dopiero od 1872 konferencje generalne Kościoła Jezusa Chrystusa Świętych w Dniach Ostatnich popierają regularnie osoby, którym przydaje się ten właśnie tytuł.
Tytuł wywodzi się z szeregu fragmentów pism świętych przynależnych do mormońskiego kanonu, w tym opiera się na interpretacji wersetu 9. dziewiątego rozdziału Pierwszej Księgi Samuela oraz na wersetach od 15. do 17. ósmego rozdziału Księgi Mosjasza. Wzmianki bądź informacje na jego temat można znaleźć również w Naukach i Przymierzach i Perle Wielkiej Wartości. Zgodnie z Księgą Mormona ma szerszy zakres od tytułu czy też daru proroka. W jego wykształceniu się pewne znaczenie mogły mieć praktyki magiczne, którymi zwykła się parać rodzina Smithów, w tym poszukiwanie skarbów za pomocą specjalnie przygotowanych do tego kamieni.
Zgodnie z wierzeniami świętych w dniach ostatnich starotestamentalni prorocy, tacy jak Izajasz czy Jeremiasz, zaliczają się do grona widzących. Zapis w Księdze Mormona podaje, że Józef, również jako widzący, miał przewidzieć pojawienie się w czasach współczesnych kolejnego wybranego widzącego. Bycie widzącym często wiązać się miało z użyciem przyrządów pośredniczących niejako w procesie objawienia. W tym kontekście wspomina się zwłaszcza mające się znaleźć w posiadaniu Josepha Smitha Urim i Tummim, jak również inne przedmioty pełniące podobną funkcję. Wszelkie tego typu pomoce określa się mianem kamieni widzącego.

## W Kościele Jezusa Chrystusa Świętych w Dniach Ostatnich
We współczesnym Kościele Jezusa Chrystusa Świętych w Dniach Ostatnich używany jest w odniesieniu do posiadających kapłaństwo Melchizedeka mężczyzn, dzierżących wszystkie klucze kapłaństwa, wyświęconych również i ustanowionych na urzędzie apostoła. Zazwyczaj używa się go zarówno wobec członków Pierwszego Prezydium, jak i Kworum Dwunastu Apostołów. Wszyscy noszący ten tytuł przywódcy są popierani przez wiernych w akcie publicznego głosowania jako kierujący Kościołem na mocy Bożego objawienia. Niemniej jedynie prezydentowi Kościoła przysługuje czynne użycie wszelkich kluczy związanych z tym tytułem. 
Odnosi się do osoby obdarzonej przez Boga szczególnym darem duchowego widzenia. W zdolności tej zawiera się postrzeganie rzeczy przyszłych, a także przeszłych. W tak rozumianej możliwości dostrzegania mieści się również rozjaśnione zrozumienie, zwłaszcza i szczególnie zrozumienie rzeczy Bożych. Obdarzonych nim przywódców uznaje się za posiadających szczególny dar o charakterze duchowym. Daje im to możliwość ogłaszania doktryny w stopniu niedostępnym dla innych mormońskich liderów. Łączy ich także z całą wspólnotą wiernych w wyjątkowy sposób. Nie daje przy tym żadnemu z nich indywidualnie prawa do znaczącej modyfikacji mormońskich wierzeń.

## W innych denominacjach ruchu świętych w dniach ostatnich
Jako integralna część historii mormonizmu tytuł ten przewija się w różnych organizmach religijnych wywodzących swój rodowód od Josepha Smitha. Wykorzystywany był we współcześnie już nieistniejącym Kościele Chrystusa, kierowanym pierwotnie przez Davida Whitmera, jednego z tak zwanych trzech świadków Księgi Mormona. Używano go również w odniesieniu do Alpheusa Cutlera, głowy innego odłamu mormońskiego, potocznie nazywanego kutlerytami. Specyficzna struktura organizacyjna stworzona przez Cutlera i jego zwolenników, odmienna od przyjętych w mormonizmie wzorców, powoduje wszelako, iż umocowanie samego tytułu w kutleryckim Kościele Chrystusa jest niejasne.
Występuje też w Społeczności Chrystusa, do 2001 znanej jako Zreorganizowany Kościół Jezusa Chrystusa Świętych w Dniach Ostatnich. Przywódcy tej wspólnoty religijnej wyrażają jednak niekiedy wobec niego pewien sceptycyzm. Wskazują, iż może się on kojarzyć z magią i folklorem i że jako taki nie służy dobrze wizerunkowi Kościoła. Występuje jednocześnie w rozlicznych grupach łączonych z mormońskim fundamentalizmem, w tym w Prawdziwym i Żywym Kościele Jezusa Chrystusa Świętych w Dniach Końca oraz w Fundamentalistycznym Kościele Jezusa Chrystusa Świętych w Dniach Ostatnich.

## W mormońskim folklorze
Tytuł znalazł znaczące odzwierciedlenie w folklorze świętych w dniach ostatnich, częściowo ze względu na swoje magiczne konotacje. Obecność widzących w mormonizmie jest jednak zagadnieniem odrębnym, jedynie luźno związanym z samym tytułem oraz jego instytucjonalnym umocowaniem. Wzmianki dotyczące wiernych wykorzystujących umiejętności przypisywane widzącym pojawiają się niemniej nawet pod koniec lat 40. XX wieku, co wskazuje na trwałą obecność samego konceptu w mormońskiej świadomości zbiorowej.